# .re
.re je internetová národní doména nejvyššího řádu pro Réunion. Spolu s .fr a .tf ji spravuje AFNIC.
AFNIC nepovoluje registrace v .re organizacím nebo osobám mimo Ile de Reunion.